# Koszykarz peruwiański
Koszykarz peruwiański (Asthenes virgata) – gatunek małego ptaka z rodziny garncarzowatych (Furnariidae). Występuje w zachodniej części Ameryki Południowej – endemicznie w Peru. W Czerwonej księdze gatunków zagrożonych IUCN klasyfikowany jest jako gatunek najmniejszej troski (LC, ang. Least Concern).

## Systematyka
Takson ten po raz pierwszy zgodnie z zasadami nazewnictwa binominalnego opisał angielski przyrodnik Philip Lutley Sclater w 1874 roku na łamach „Proceedings of the Zoological Society of London”, na podstawie okazu złowionego przez Konstantego Jelskiego i dostarczonego z Warszawy przez Władysława Taczanowskiego. Autor nadał ptakowi nazwę Synallaxis virgata, a jako miejsce typowe podał Junín w prowincji Junín w środkowym Peru. Badania molekularne opublikowane w 2011 roku wykazały, że koszykarz peruwiański jest najbliżej spokrewniony z koszykarzem smugosternym Asthenes maculicauda i koszykarzem kreskowanym Asthenes flammulata. Koszykarz peruwiański jest gatunkiem monotypowym.

### Etymologia
- Asthenes: gr. ασθενης asthenes „nieistotny, mało znaczący”, od negatywnego przedrostka α- a-; σθενος sthenos „siła, moc”[10].
- virgata: łac. virga pasemkowaty, paskowaty[11].

## Morfologia
Mały ptak o ciemnobrązowych tęczówkach. Dziób długi i cienki, żuchwa w kolorze rogowym, a górna szczęka z szarawo-różowawymi odcieniami. Nogi i stopy oliwkowe. Góra głowy czarna z pomarańczowobrązowymi przebarwieniami. Górna część szyi i grzbiet czarne z płowymi jasnymi przebarwieniami, układającymi się w podłużne pręgi. Dolna część grzbietu, zad i pokrywy nadogonowe brązowe lub oliwkowobrązowe. Ogon długi, wyraźnie stopniowany, dwie pary centralnych sterówek są najdłuższe i są brudnobrązowe, kolejna para beżowo-ruda, a pozostałe sterówki rude z brązowawymi obrzeżami. Pokrywy skrzydeł głównie oliwkowobrązowe, z czarnymi i rudymi przebarwieniami. Dolne części ciała jaśniejsze, kremowo-brązowawe z oliwkowymi przebarwieniami. Na podgardlu płowa plama. Nie występuje dymorfizm płciowy. Młode osobniki nie zostały opisane. Długość ciała 17,5–18 cm, masa ciała jednego zważonego samca – 22 g.
Wymiary szczegółowe:
|                       | Samica | Samiec |
| --------------------- | ------ | ------ |
| Długość skrzydła (mm) | 69     | 72–76  |
| Długość ogona (mm)    | 77     | 79–88  |
| Długość dzioba (mm)   | 17     | 16–18  |

## Zasięg występowania
Koszykarz peruwiański występuje w bardzo zawężonym obszarze w górach środkowego i południowego Peru. Jego zasięg rozciąga się na północ do północno-zachodniej części regionu Junín i przyległych obszarów regionów Pasco i Lima, a na południe przez regiony Ayacucho, Cuzco i Apurímac do północno-wschodniego Puno. Zasięg występowania (EOO, Extent of Occurrence) według szacunków organizacji BirdLife International obejmuje około 98,1 tys. km². Występuje zazwyczaj w zakresie wysokości od 3250 do 4500 m n.p.m. (3300 do 4600 m n.p.m. według Birds of the World).

## Ekologia i zachowanie
Jego głównym habitatem są wysokie, wilgotne kępy traw, niekiedy obszary z luźno rozmieszczonymi krzewami w pobliżu lasów Polylepis. Czasami spotykany jest na skalistych obszarach, gdzie występują tylko kępy traw. Długość pokolenia jest określona na 3,8 roku. Ptak ten występuje pojedynczo lub w parach. Nie ma informacji o diecie tego gatunku, prawdopodobnie składa się głównie z owadów. Ptak ten podejmuje pokarm głównie z ziemi w trawach.

### Rozmnażanie
Nie ma informacji o rozmnażaniu tego gatunku. Także gniazda i jaja tych ptaków nie zostały dotychczas opisane.

## Status
W Czerwonej księdze gatunków zagrożonych IUCN koszykarz peruwiański jest uznawany za gatunek najmniejszej troski (LC, ang. Least Concern). Wielkość populacji nie jest oszacowana, a gatunek ten opisywany jest jako rzadki i rozmieszczony punktowo. BirdLife International nie ocenia trendu liczebności populacji z powody braku wystarczających danych do jego oszacowania.